# Liste der Biografien/Boq
Liste der Biografien |
Portal Biografien |
Personensuche
# |
A |
B |
C |
D |
E |
F |
G |
H |
I |
J |
K |
L |
M |
N |
O |
P |
Q |
R |
S |
T |
U |
V |
W |
X |
Y |
Z |
?
 
Ba |
Be |
Bd |
Bg |
Bh |
Bi |
Bj |
Bl |
Bm |
Bn |
Bo |
Br |
Bs |
Bu |
Bw |
By |
Bz
 
Boa–Boc |
Bod |
Boe |
Bof |
Bog |
Boh |
Boi–Bok |
Bol |
Bom |
Bon |
Boo |
Bop |
Boq |
Bor |
Bos |
Bot |
Bou |
Bov–Boz
Die Liste der Biografien führt alle Personen auf, die in der deutschsprachigen Wikipedia einen Artikel haben. Dieses ist eine Teilliste mit 7 Einträgen von Personen, deren Namen mit den Buchstaben „Boq“ beginnt.

## Boq

### Boqi
- Boqijew, Rassul (* 1982), tadschikischer Judoka

### Boqu
- Boquete, Verónica (* 1987), spanische FußballspielerinVerónica Boquete (* 1987)

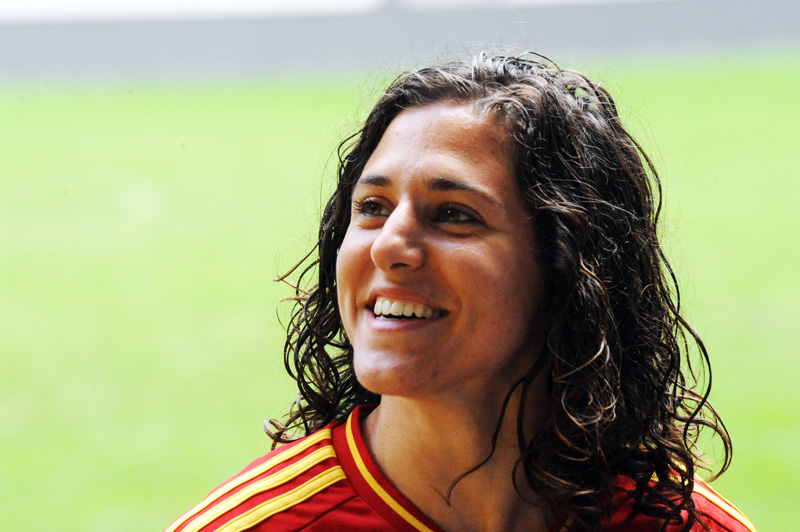
Verónica Boquete (* 1987)

- Boqueteaux-Meister, Buchmaler im Paris des Mittelalters
- Boquist, Martin (* 1977), schwedischer Handballspieler und -trainer
- Boquoi, Josef (* 1934), deutscher Unternehmer

### Boqv
- Boqvist, Adam (* 2000), schwedischer Eishockeyspieler
- Boqvist, Jesper (* 1998), schwedischer Eishockeyspieler